# Julie Blakstad
Julie Blakstad (27 agosto 2001) è una calciatrice norvegese, centrocampista dell'Hammarby e della nazionale norvegese.

## Carriera

### Club
Figlia di Even Blakstad, anch'egli calciatore di ruolo difensore, Julie Blakstad è cresciuta nell'Ottestad, società norvegese della cittadina dove è cresciuta, e nella quale ha giocato nei tornei giovanili e in 3. divisjon. Nel mese di luglio 2018 Blakstad si trasferì al Fart, società partecipante alla 1. divisjon, la seconda serie del campionato norvegese. Col Fart ha giocato tutta la seconda parte della stagione 2018, che si è conclusa col primo posto in 1. divisjon e la conseguente promozione in Toppserien. Blakstad ha giocato nel Fart anche la stagione 2019 in Toppserien, scendendo in campo in tutte le partite di campionato e realizzando quattro reti.
Già considerata tra i principali talenti norvegesi della sua classe, nel giugno 2020 Blakstad si è trasferita al Rosenborg, nuova denominazione del Trondheims-Ørn. Con la maglia del Rosenborg ha giocato tutte le partite della Toppserien 2020, realizzando sette reti, seconda migliore marcatrice della squadra dopo Marit Clausen.
Il 27 gennaio 2022 ha firmato un contratto con la società inglese del Manchester City, partecipante alla Super League inglese. Il 31 marzo 2023 è passata in prestito fino alla fine di giugno 2023 all'Häcken, con il quale disputa la Damallsvenskan, massimo livello del campionato svedese, maturando 11 presenze e siglando una rete nella vittoria casalinga per 3-0 sul Linköping alla 9ª giornata di campionato.
Tornata in organico con le Citizens per la stagione 2023-2024, il tecnico Gareth Taylor continua a concederle poco spazio e nella finestra di calciomercato invernale Blakstad decide di lasciare il club per tornare in Svezia, siglando un contratto biennale con le campionesse in carica dell'Hammarby.

### Nazionale
Sin da giovanissima, Julie Blakstad ha fatto parte delle selezioni giovanili della Norvegia, scendendo in campo nei vari tornei giovanili e nelle partite di qualificazione alle fasi finali dei campionati europei di categoria. Nel 2019 ha fatto parte della rosa della nazionale Under-19 che ha partecipato alla fase finale del campionato europeo di categoria. Blakstad ha giocato tutte e tre le partite del girone A, concluso dalla Norvegia al terzo posto con conseguente eliminazione dalla competizione. Nel marzo 2020 ha fatto parte anche della rappresentativa norvegese Under-19 che ha partecipato al torneo de La Manga.
Blakstad ha fatto il suo esordio nella nazionale maggiore il 27 ottobre 2020, giocando da titolare, nella partita valida per le qualificazioni al campionato europeo 2022 e vinta dalla Norvegia in Galles per 1-0, partita che ha sancito la qualificazione diretta delle norvegesi alla fase finale. Il 16 settembre 2021 ha segnato la sua prima rete in nazionale nella partita vinta per 10-0 sull'Armenia e valida per le qualificazioni al campionato mondiale 2023. È stata poi inserita dalla selezionatrice Hege Riise nella rosa delle 23 calciatrici che hanno preso parte al campionato mondiale 2023. È stata schierata titolare nella prima partita contro la Nuova Zelanda, nonché partita inaugurale della manifestazione.

## Statistiche

### Presenze e reti nei club
Statistiche aggiornate al 18 settembre 2024.
| Stagione               | Squadra                | Campionato             | Campionato | Campionato | Coppe nazionali | Coppe nazionali | Coppe nazionali | Coppe internazionali | Coppe internazionali | Coppe internazionali | Altre coppe | Altre coppe | Altre coppe | Totale | Totale |
| Stagione               | Squadra                | Comp                   | Pres       | Reti       | Comp            | Pres            | Reti            | Comp                 | Pres                 | Reti                 | Comp        | Pres        | Reti        | Pres   | Reti   |
| ---------------------- | ---------------------- | ---------------------- | ---------- | ---------- | --------------- | --------------- | --------------- | -------------------- | -------------------- | -------------------- | ----------- | ----------- | ----------- | ------ | ------ |
| gen.-lug. 2018         | Ottestad               | 3D                     | 9          | 1          | CN              | 0               | 0               | -                    | -                    | -                    | -           | -           | -           | 9      | 1      |
| ago.-dic. 2018         | Fart                   | 1D                     | 11         | 7          | CN              | 0               | 0               | -                    | -                    | -                    | -           | -           | -           | 11     | 7      |
| 2019                   | Fart                   | TS                     | 22         | 4          | CN              | 0               | 0               | -                    | -                    | -                    | -           | -           | -           | 22     | 4      |
| Totale Fart            | Totale Fart            | Totale Fart            | 33         | 11         | -               | 0               | 0               | -                    | -                    | -                    | -           | -           | -           | 33     | 11     |
| 2020                   | Rosenborg              | TS                     | 18         | 7          | CN              | 2               | 0               | -                    | -                    | -                    | -           | -           | -           | 20     | 7      |
| 2021                   | Rosenborg              | TS                     | 17         | 10         | CN              | 3               | 3               | UWCL                 | 2                    | 2                    | -           | -           | -           | 22     | 15     |
| Totale Rosenborg       | Totale Rosenborg       | Totale Rosenborg       | 35         | 17         | -               | 5               | 3               | -                    | 2                    | 2                    | -           | -           | -           | 42     | 22     |
| gen.-giu. 2022         | Manchester City        | WSL                    | 8          | 1          | CI              | 3               | 0               | UWCL                 | -                    | -                    | CL          | 2           | 0           | 13     | 1      |
| 2022-mar. 2023         | Manchester City        | WSL                    | 9          | 2          | CI              | 2               | 4               | UWCL                 | 0                    | 0                    | CL          | 5           | 3           | 16     | 9      |
| mar.-giu. 2023         | Häcken                 | DA                     | 11         | 1          | CS              | 1               | 0               | -                    | -                    | -                    | -           | -           | -           | 12     | 1      |
| lug.-dic. 2023         | Manchester City        | WSL                    | 4          | 0          | CI              | 0               | 0               | UWCL                 | -                    | -                    | CL          | 3           | 0           | 7      | 0      |
| Totale Manchester City | Totale Manchester City | Totale Manchester City | 21         | 3          | -               | 5               | 4               | -                    | 0                    | 0                    | -           | 10          | 3           | 36     | 10     |
| 2024                   | Hammarby               | DA                     | 20         | 6          | CS              | 4               | 4               | UWCL                 | 1                    | 1                    | -           | -           | -           | 25     | 11     |
| Totale carriera        | Totale carriera        | Totale carriera        | 129        | 39         | -               | 15              | 11              | -                    | 3                    | 3                    | -           | 10          | 3           | 157    | 56     |

### Cronologia presenze e reti in nazionale
| Cronologia completa delle presenze e delle reti in nazionale ― Norvegia | Cronologia completa delle presenze e delle reti in nazionale ― Norvegia | Cronologia completa delle presenze e delle reti in nazionale ― Norvegia | Cronologia completa delle presenze e delle reti in nazionale ― Norvegia | Cronologia completa delle presenze e delle reti in nazionale ― Norvegia | Cronologia completa delle presenze e delle reti in nazionale ― Norvegia | Cronologia completa delle presenze e delle reti in nazionale ― Norvegia | Cronologia completa delle presenze e delle reti in nazionale ― Norvegia |
| Data                                                                    | Città                                                                   | In casa                                                                 | Risultato                                                               | Ospiti                                                                  | Competizione                                                            | Reti                                                                    | Note                                                                    |
| ----------------------------------------------------------------------- | ----------------------------------------------------------------------- | ----------------------------------------------------------------------- | ----------------------------------------------------------------------- | ----------------------------------------------------------------------- | ----------------------------------------------------------------------- | ----------------------------------------------------------------------- | ----------------------------------------------------------------------- |
| 27-10-2020                                                              | Cardiff                                                                 | Galles                                                                  | 0 – 1                                                                   | Norvegia                                                                | Qual. Euro 2022                                                         | -                                                                       |                                                                         |
| 8-4-2021                                                                | Bruxelles                                                               | Belgio                                                                  | 0 – 2                                                                   | Norvegia                                                                | Amichevole                                                              | -                                                                       | 46’                                                                     |
| 13-4-2021                                                               | Wiesbaden                                                               | Germania                                                                | 3 – 1                                                                   | Norvegia                                                                | Amichevole                                                              | -                                                                       |                                                                         |
| 10-6-2021                                                               | Kalmar                                                                  | Svezia                                                                  | 1 – 0                                                                   | Norvegia                                                                | Amichevole                                                              | -                                                                       | 80’                                                                     |
| 15-6-2021                                                               | Enschede                                                                | Paesi Bassi                                                             | 7 – 0                                                                   | Norvegia                                                                | Amichevole                                                              | -                                                                       |                                                                         |
| 16-9-2021                                                               | Oslo                                                                    | Norvegia                                                                | 10 – 0                                                                  | Armenia                                                                 | Qual. Mondiali 2023                                                     | -                                                                       |                                                                         |
| 21-9-2021                                                               | Pristina                                                                | Kosovo                                                                  | 0 – 3                                                                   | Norvegia                                                                | Qual. Mondiali 2023                                                     | 1                                                                       | 73’                                                                     |
| 21-10-2021                                                              | Łódź                                                                    | Polonia                                                                 | 0 – 0                                                                   | Norvegia                                                                | Qual. Mondiali 2023                                                     | -                                                                       | 90’                                                                     |
| 26-10-2021                                                              | Oslo                                                                    | Norvegia                                                                | 4 – 0                                                                   | Belgio                                                                  | Qual. Mondiali 2023                                                     | -                                                                       | 67’                                                                     |
| 25-11-2021                                                              | Rrogozhinë                                                              | Albania                                                                 | 0 – 7                                                                   | Norvegia                                                                | Qual. Mondiali 2023                                                     | -                                                                       | 69’                                                                     |
| 30-11-2021                                                              | Erevan                                                                  | Armenia                                                                 | 0 – 10                                                                  | Norvegia                                                                | Qual. Mondiali 2023                                                     | -                                                                       |                                                                         |
| 16-2-2022                                                               | Lagos                                                                   | Norvegia                                                                | 0 – 2                                                                   | Portogallo                                                              | Algarve Cup 2022                                                        | -                                                                       |                                                                         |
| 7-4-2022                                                                | Sandefjord                                                              | Norvegia                                                                | 5 – 1                                                                   | Kosovo                                                                  | Qual. Mondiali 2023                                                     | -                                                                       |                                                                         |
| 24-6-2022                                                               | Oslo                                                                    | Norvegia                                                                | 2 – 0                                                                   | Nuova Zelanda                                                           | Amichevole                                                              | -                                                                       | 73’                                                                     |
| 29-6-2022                                                               | Viborg                                                                  | Danimarca                                                               | 1 – 2                                                                   | Norvegia                                                                | Amichevole                                                              | -                                                                       |                                                                         |
| 7-7-2022                                                                | Southampton                                                             | Norvegia                                                                | 4 – 1                                                                   | Irlanda del Nord                                                        | Euro 2022 - Fase a gironi                                               | 1                                                                       | 89’                                                                     |
| 11-7-2022                                                               | Brighton & Hove                                                         | Inghilterra                                                             | 8 – 0                                                                   | Norvegia                                                                | Euro 2022 - Fase a gironi                                               | -                                                                       | 56’                                                                     |
| 15-7-2022                                                               | Brighton & Hove                                                         | Austria                                                                 | 1 – 0                                                                   | Norvegia                                                                | Euro 2022 - Fase a gironi                                               | -                                                                       | 82’                                                                     |
| 2-9-2022                                                                | Lovanio                                                                 | Belgio                                                                  | 0 – 1                                                                   | Norvegia                                                                | Qual. Mondiali 2023                                                     | -                                                                       |                                                                         |
| 6-9-2022                                                                | Oslo                                                                    | Norvegia                                                                | 5 – 0                                                                   | Albania                                                                 | Qual. Mondiali 2023                                                     | -                                                                       | 77’                                                                     |
| 7-10-2022                                                               | Oslo                                                                    | Norvegia                                                                | 1 – 4                                                                   | Brasile                                                                 | Amichevole                                                              | -                                                                       | 72’                                                                     |
| 11-10-2022                                                              | L'Aia                                                                   | Paesi Bassi                                                             | 0 – 2                                                                   | Norvegia                                                                | Amichevole                                                              | -                                                                       | 87’                                                                     |
| 11-11-2022                                                              | Alicante                                                                | Norvegia                                                                | 1 – 2                                                                   | Francia                                                                 | Amichevole                                                              | -                                                                       | 90’                                                                     |
| 15-11-2022                                                              | San Pedro del Pinatar                                                   | Inghilterra                                                             | 1 – 1                                                                   | Norvegia                                                                | Amichevole                                                              | -                                                                       | 46’                                                                     |
| 15-2-2023                                                               | Angers                                                                  | Uruguay                                                                 | 0 – 1                                                                   | Norvegia                                                                | Torneo di Francia 2023                                                  | -                                                                       | 66’                                                                     |
| 18-2-2023                                                               | Laval                                                                   | Danimarca                                                               | 2 – 0                                                                   | Norvegia                                                                | Torneo di Francia 2023                                                  | -                                                                       |                                                                         |
| 21-2-2023                                                               | Angers                                                                  | Francia                                                                 | 0 – 0                                                                   | Norvegia                                                                | Torneo di Francia 2023                                                  | -                                                                       | 90’                                                                     |
| 6-4-2023                                                                | Ibiza                                                                   | Spagna                                                                  | 4 – 2                                                                   | Norvegia                                                                | Amichevole                                                              | -                                                                       | 76’                                                                     |
| 11-4-2023                                                               | Göteborg                                                                | Svezia                                                                  | 3 – 3                                                                   | Norvegia                                                                | Amichevole                                                              | -                                                                       | 46’                                                                     |
| 20-7-2023                                                               | Auckland                                                                | Nuova Zelanda                                                           | 1 – 0                                                                   | Norvegia                                                                | Mondiali 2023 - Fase a gironi                                           | -                                                                       | 56’                                                                     |
| Totale                                                                  |                                                                         | Presenze                                                                | 30                                                                      |                                                                         | Reti                                                                    | 3                                                                       |                                                                         |

## Palmarès

### Club
- Campionato norvegese femminile di seconda divisione: 1

Fart: 2018
- FA Women's League Cup: 1

Manchester City: 2021-2022
- Coppa di Svezia: 2

Hammarby: 2023-2024, 2024-2025